# Resultados do Carnaval do Rio de Janeiro em 1955
Nesta página estão listados os resultados dos concursos de escolas de samba, frevos carnavalescos, ranchos carnavalescos e sociedades carnavalescas do carnaval do Rio de Janeiro do ano de 1955. Os desfiles foram realizados entre os dias 20 e 22 de fevereiro de 1955.
O Império Serrano venceu o Supercampeonato, conquistando seu quinto título de campeão do carnaval carioca. O desfile da escola homenageou Luís Alves de Lima e Silva, o Duque de Caxias. A Estação Primeira de Mangueira ficou com o vice-campeonato por dois pontos de diferença para o Império. Últimas colocadas, Índios do Acaú, Império da Tijuca e União do Catete foram rebaixadas para a segunda divisão.
Corações Unidos de Jacarepaguá e Paz e Amor venceram o Campeonato, sendo promovidas à primeira divisão junto com a vice-campeã, Unidos de Bento Ribeiro.
Misto Toureiros ganhou a disputa dos frevos. União dos Caçadores foi o campeão dos ranchos. Clube dos Cariocas conquistou o título do concurso das grandes sociedades.

## Escolas de samba

### Supercampeonato
O desfile da primeira divisão, chamado de Supercampeonato, foi realizado no domingo, dia 20 de fevereiro de 1955, na Avenida Presidente Vargas. Foi organizado pela Associação das Escolas de Samba do Brasil (AESB); pela Confederação Brasileira das Escolas de Samba (CBES); e pelo Departamento de Turismo e Certames do Distrito Federal.
| Ordem dos desfiles |
| 1. Unidos do Cabuçu 2. Unidos do Salgueiro 3. Índios do Acaú 4. União do Catete 5. Unidos da Tijuca 6. Floresta do Andaraí (Não desfilou) 7. Paraíso do Tuiuti 8. Império da Tijuca 9. Estação Primeira de Mangueira 10. Acadêmicos do Salgueiro 11. Império Serrano 12. Unidos da Capela 13. Vai Se Quiser 14. Portela 15. Beija-Flor 16. Unidos da Congonha 17. Aprendizes de Lucas 18. Unidos do Indaiá 19. Caprichosos de Pilares 20. Filhos do Deserto |

#### Julgadores
A comissão julgadora foi formada por: Mercedes Baptista (Bailarina do Theatro Municipal do Rio); Ismael da Cunha Couto (Jornalista pertencente ao Sindicato dos Jornalistas); Professor Próspero Karan (Museólogo do Museu Nacional de Belas Artes); Wilson Lopes Couto (Jornalista na Casa dos Artistas); e Newton Pádua (Maestro da Escola Nacional de Música).

#### Classificação
Império Serrano foi o campeão, conquistando seu quinto título na elite do carnaval carioca. O título anterior da escola foi conquistado quatro anos antes, em 1951. Décima primeira escola a desfilar, o Império se apresentou com o enredo "Exaltação a Caxias", em homenagem ao Duque de Caxias. A Estação Primeira de Mangueira ficou com o vice-campeonato por dois pontos de diferença para o Império. A escola apresentou um desfile sobre as estações do ano. Portela obteve o terceiro lugar com um desfile sobre festas juninas. Últimas colocadas, Índios do Acaú, Império da Tijuca e União do Catete foram rebaixadas para a segunda divisão. Floresta do Andaraí não se apresentou para o desfile e também rebaixada para o segundo grupo.
| Legenda: Campeão Rebaixadas à segunda divisão * Sem informação disponível |

| Col.                               | Escola                        | Enredo                                                        | Carnavalesco(a)               | Pontos |
| ---------------------------------- | ----------------------------- | ------------------------------------------------------------- | ----------------------------- | ------ |
| 1                                  | Império Serrano               | Exaltação a Caxias                                            | Direção de carnaval           | 174    |
| 2                                  | Estação Primeira de Mangueira | As Quatro Estações do Ano ou Cânticos à Natureza              | Funcionários da Casa da Moeda | 172    |
| 3                                  | Portela                       | Uma Festa Junina no Mês de Fevereiro                          | Armando Santos                | 163    |
| 4                                  | Acadêmicos do Salgueiro       | Epopeia do Samba                                              | Hildebrando Moura             | 152    |
| 5                                  | Aprendizes de Lucas           | Homenagem ao Fruto Proibido                                   | *                             | 146    |
| 6                                  | Beija-Flor                    | Páginas de Ouro da Poesia Brasileira                          | Nilo                          | 122    |
| 7                                  | Vai Se Quiser                 | Exaltação à D. João VI - Abertura dos Portos                  | *                             | 117    |
| 8                                  | Unidos da Congonha            | Exaltação à Bahia                                             | *                             | 115    |
| 9                                  | Filhos do Deserto             | Inferno Verde                                                 | *                             | 112    |
| 10                                 | Caprichosos de Pilares        | Retirada da Laguna                                            | *                             | 111    |
| 10                                 | Paraíso do Tuiuti             | Apoteose a Edgar Roquete Pinto                                | Júlio Mattos                  | 111    |
| 11                                 | Unidos da Tijuca              | Inferno Verde                                                 | *                             | 109    |
| 12                                 | Unidos do Indaiá              | Uma Noite de Samba no Museu Nacional de Belas Artes           | *                             | 107    |
| 13                                 | Unidos do Cabuçu              | A Queda da Monarquia                                          | *                             | 106    |
| 14                                 | Unidos da Capela              | Saudações aos Primeiros Heróis que Lutaram pela Independência | *                             | 105    |
| 15                                 | Unidos do Salgueiro           | Glória aos Mártires da Independência                          | *                             | 99     |
| 16                                 | Índios do Acaú                | Os Amores da Marquesa de Santos                               | *                             | 95     |
| 17                                 | Império da Tijuca             | Símbolos de Nossa Pátria                                      | João Escrevente               | 84     |
| 18                                 | União do Catete               | Riquezas Vegetais do Nosso País                               |                               | 69     |
| Floresta do Andaraí (Não desfilou) |                               |                                                               |                               |        |

### Campeonato
O desfile da segunda divisão, chamado de Campeonato, foi realizado no domingo, dia 20 de fevereiro de 1955, na Praça Onze. Foi organizado pela AESB; pela CBES; e pelo Departamento de Turismo e Certames do Distrito Federal. 31 agremiações se inscreveram para o concurso, mas apenas 20 se apresentaram para o desfile.

#### Julgadores
A comissão julgadora foi formada por: Abdon Lira (Professor da Escola Nacional de Música); Edith de Vasconcellos (Professora do Theatro Municipal do Rio); e Rez Reid (Jornalista da Casa dos Artistas).

#### Classificação
Corações Unidos de Jacarepaguá e Paz e Amor foram as campeãs, sendo promovidas à primeira divisão. As duas escolas somaram a mesma pontuação final. A vice-campeã, Unidos de Bento Ribeiro, também foi promovida à disputar o Supercampeonato do ano seguinte.
| Legenda: Promovidas à Primeira Divisão * Sem informação disponível |

| Col. | Escola                          | Enredo                | Carnavalesco(a)                                                         | Pontos |
| ---- | ------------------------------- | --------------------- | ----------------------------------------------------------------------- | ------ |
| 1    | Corações Unidos de Jacarepaguá  | Primavera             | *                                                                       | 105    |
| 1    | Paz e Amor                      | O Guarani             | *                                                                       | 105    |
| 2    | Unidos de Bento Ribeiro         | Batalha de Guararapes | *                                                                       | 100    |
| 3    | Flor do Lins                    | Cultura do Café       | *                                                                       | 98     |
| 4    | União de Vaz Lobo               | *                     | *                                                                       | 96     |
| 5    | Acadêmicos do Engenho da Rainha | *                     | *                                                                       | 95     |
| 6    | União do Centenário             | Brasil Desperta       | *                                                                       | 94     |
| 7    | Aprendizes da Boca do Mato      | *                     | *                                                                       | 92     |
| 8    | Unidos do Marangá               | *                     | *                                                                       | 90     |
| 9    | Capricho do Centenário          | *                     | *                                                                       | 87     |
| 10   | Recreio de Inhaúma              | *                     | *                                                                       | 86     |
| 11   | Unidos de Vila Isabel           | Obras da Natureza     | Antônio Fernandes da Silveira, Seu China e Djalma Fernandes da Silveira | 85     |
| 12   | Império de Jacarepaguá          | *                     | *                                                                       | 83     |
| 12   | Unidos do Jacaré                | *                     | *                                                                       | 83     |
| 13   | Cada Ano Sai Melhor             | Viva a Marinha        | *                                                                       | 82     |
| 14   | Independentes da Serra          | *                     | *                                                                       | 81     |
| 14   | Unidos do Morro Azul            | *                     | *                                                                       | 81     |
| 15   | Paraíso das Morenas             | *                     | *                                                                       | 78     |
| 16   | Recreio de Rocha Miranda        | *                     | *                                                                       | 75     |
| 17   | Unidos dos Arcos                | *                     | *                                                                       | 55     |

## Frevos carnavalescos
O desfile dos frevos foi realizado na noite do domingo, dia 20 de fevereiro de 1955, na Avenida Presidente Vargas. Previsto para começar às 17 horas, teve início somente às 18 horas e 30 minutos. Os três primeiros colocados do ano anterior (Lenhadores, Vassourinhas e Batutas) não desfilaram.
| Ordem dos desfiles                                     |
| 1. Prato Misterioso 2. Brasil Frevo 3. Misto Toureiros |

### Classificação
Misto Toureiros foi o clube campeão.
| Col. | Frevo            | Pontos |
| ---- | ---------------- | ------ |
| 1    | Misto Toureiros  | 102    |
| 2    | Brasil Frevo     | 58     |
| 3    | Prato Misterioso | 29     |

## Ranchos carnavalescos
O desfile dos ranchos foi realizado a partir da noite da segunda-feira, dia 21 de fevereiro de 1955, na Avenida Rio Branco. Previsto para começar às 21 horas, teve início somente às 23 horas e 10 minutos.

### Julgadores
A comissão julgadora foi formada por: José Rangel (escultor); Manoel Faria (cenógrafo); Alfredo Bastos (músico); Arlindo Monteiro (escritor); e Dulce de Moraes (bordadeira).

### Classificação
União dos Caçadores foi o campeão.
| Col. | Rancho                   | Pontos |
| ---- | ------------------------ | ------ |
| 1    | União dos Caçadores      | 244    |
| 2    | Decididos de Quintino    | 226    |
| 3    | Unidos do Morro do Pinto | 190    |
| 4    | Resedá                   | 174    |
| 5    | Inocentes do Catumbi     | 162    |
| 6    | Aliança de Quintino      | 158    |
| 7    | Unidos do Cunha          | 127    |
| 8    | Tomara que Chova         | 113    |
| 9    | Aliados de Quintino      | 104    |
| 10   | Índios do Leme           | 101    |
| 11   | Azulões da Torre         | 60     |

## Sociedades carnavalescas
O desfile das grandes sociedades foi realizado a partir da noite da terça-feira de carnaval, dia 22 de fevereiro de 1955, na Avenida Rio Branco. Previsto para começar às 22 horas, teve início somente às 23 horas e 15 minutos.
| Ordem dos desfiles |
| 1. Tenentes do Diabo 2. Embaixada do Sossego 3. Clube dos Cariocas 4. Turunas de Monte Alegre 5. Pierrôs da Caverna 6. Clube dos Embaixadores 7. Clube dos Fenianos |

### Julgadores
A comissão julgadora foi formada por: Calixto Cordeiro (pintor); Fernando Pamplona (cenógrafo); Newton Amarante (crítico de arte); Zaco Paraná e Joacy Rezende Viveiros (escultores).

### Classificação
Clube dos Cariocas venceu a disputa. O Clube dos Embaixadores e os Fenianos foram desclassificados por atrasarem o início de seus desfiles. O Clube dos Democráticos não desfilou.
| Col. | Sociedade               | Pontos |
| ---- | ----------------------- | ------ |
| 1    | Clube dos Cariocas      | 391    |
| 2    | Pierrôs da Caverna      | 349    |
| 3    | Embaixada do Sossego    | 303    |
| 4    | Tenentes do Diabo       | 265    |
| 5    | Turunas de Monte Alegre | 186    |